# Hopkinsville
Hopkinsville è una città degli Stati Uniti d'America, capoluogo della contea di Christian, nello Stato del Kentucky.